# Bordetella bronchiseptica

A Bordetella bronchiseptica, comensal nas membranas mucosas do trato respiratório superior  de animais, é uma bactéria pequena, gram-negativa, com aparência cocoacilar, do gênero Bordetella. Dentre as doenças causadas pela bactéria, tem-se rinite atrófica em suínos, traqueobronquite infecciosa canina (tosse dos canis) e infecções respiratórias em equinos, incluindo os humanos. Intimimamente relacionada com a B. pertussis—o forçado patógeno humano que causa a pertússis ou coqueluche—a B. bronchiseptica sobrevive por um curto período no meio ambiente.

## Patogênese
Humanos não são os portadores naturais da B. bronchiseptica, que tipicamente infecta o trato respiratório de mamíferos menores (gatos, cães, coelhos, etc). As pessoas são mais propensas a serem infectadas pela B. pertussis ou pela B. parapertussis.
A B. bronchiseptica não expressa a toxina da pertússis, que é um dos fatores de virulência característica da B. pertussis. Mas ela tem os genes para fazer isso, destacando o íntimo relacionamento evolucionário entre as duas espécies.
A virulência da Bordetella está intimamente ligada à pertactina, fímbrias e à hemaglutinina filamentosa, pois são esses os fatores que garantem a ligação aos cílios do trato respiratório do animal. A expressão dos fatores listados acima são controlados por um sistema de genes de virulência, portanto, só são expressados na fase virulenta da bactéria. Especificamente, a Bordetella bronchiseptica produz uma hemolisina-adenilato ciclase, toxina essa que tem como alvo principal os fagócitos.
Quanto à eliminação das bactérias, ocorre pela ação de anticorpos produzidos localmente (IgA). Esses anticorpos são capazes de evitar a ligação da Bordetella aos cílios, porém não consegue remover bactérias já ligadas, portanto, sua eliminação, muitas vezes requer várias semanas. Dito isso, é importante falar que os animais portadores da Bordetella Bronchiseptica representam uma importante fonte de infecção.

### Patogênese Veterinária
Na medicina veterinária, a B. bronchiseptica conduz a uma faixa de patologias em hospedeiros diferentes. É uma doença séria para gatos, cães e coelhos e tem sido observada em gatos, cavalos e focas. Há um teste PCR para o patógeno.
Nos porcos, a B. bronchiseptica e a Pasteurella multocida age sinergicamente para causar a rinite atrófica, uma doença resultando no crescimento contido e na distorção dos cornetos no ponto final nasal (focinho).
Nos cães, a B. bronchiseptica causa traqueobronquite atrófica, que tipicamente tem uma tosse dura e grasnada. (Ver tosse de canil). A tosse de canil também pode ser causada por um adenovírus-2 canino ou um vírus da parainfluenza canina ou uma combinação de patógenos.
Nos coelhos, a B. bronchiseptica é encontrada frequentemente no trato nasal. Geralmente se assume que cause uma infecção quase assintomática conhecida como fungação, mas o agente causador desta doença é a Pasteurella multocida; a "B. bronchiseptica" em geral co-infecta a passagem nasal ao mesmo tempo.

### Infecção clínica
A infecção clínica é relativamente comum em cães e suínos, mas pode acometer outras espécies também como ratos, coelhos, gatos e primatas. Os sinais mais frequentes estão geralmente associados a infeções no trato respiratório, como pneumonia e variam desde nenhuma manifestação clínica até a letargia anorexia, dispneia e morte.
Os animais jovens são mais sucetíveis, e a infeção em adultos é geralmente moderada ou subclínica, e embora a taxa de morbidade seja alta a de mortalidade é baixa. 
As doenças associadas a Bordetella bronchiseptica é a rinite atrófica em suínos e a traqueobronquite infeciosa canina, conhecida também como tosse canina. A bactéria pode também ocasionalmente estar relacionada com surtos de doença respiratória em coelhos e em roedores de laboratório.

### Traqueobronquite infecciosa canina
A traqueobronquite infecciosa canina, também conhecida como " tosse dos canis" trata-se de uma doença do sistema respiratório dos cães. Ela ocorre de forma súbita, acometendo animais de todas as idades. As formas de transmissão mais comuns se dão através do contato direto entre cães, ou contato indireto, pelo ar, através de secreções respiratórias
Após o animal ter sido infectado, os agentes virais da “tosse dos canis” poderão ser transmitidos por cerca de duas semanas. Para a B. bronchiseptica, a transmissão pode ocorrer por mais de 3 meses. Animais a partir de duas semanas de idade já são considerados suscetíveis. A sua sintomatologia aparecimento de episódios de tosse associados a dificuldades respiratório, sendo de intensidade variável em cães. O agente causador da doença pertence a Parainfluenza, sendo o Adenovirus canino tipo-2, Bordetella bronchiseptica podendo ser encontrado também Mycoplasma sp.

### Rinite atrófica em suínos
É uma doença endêmica e infecto-contagiosa que atinge animais na faixa de três a oito semanas de idade podendo causar hipoplasia das conchas nasais, desvio de septo nasal e deformidade do focinho.
A transmissão primária da RA ocorre por contato, de suíno para suíno ou através de aerossóis, por via aerógena. Porcas, cronicamente infectadas, transmitem a doença às suas leitegadas, por contato nasal, durante o período de amamentação. Os leitões infectados se constituem em fonte ativa de infecção para outros suínos susceptíveis e disseminam a infecção nos reagrupamentos realizados no desmame e no início do crescimento. Os leitões infectados, nas primeiras semanas de vida, desenvolvem lesões severas e tornam-se disseminadores da infecção. Outros possíveis transmissores da RA são gatos, ratos e coelhos.
Os primeiros sintomas são observados em leitões lactantes. Inicialmente ocorrem espirros, corrimento nasal mucoso e formação de placas escuras nos ângulos internos dos olhos (devido à obstrução do canal lacrimal). Posteriormente, há desvio do focinho para um dos lados e/ou encurtamento do mesmo, com formação de pregas na pele que o recobre e, nos casos mais graves, ocorre sangramento nasal intermitente, associado aos acessos de espirros. Essa fase, geralmente, é observada em fim de recria e na terminação.
O diagnóstico clínico é realizado mais facilmente em leitões a partir de cinco semanas de idade. O definitivo deve ser feito pelo exame das conchas nasais de leitões, com cinco a dez semanas de idade, ou de animais enviados aos frigoríficos. É aconselhável o exame de, pelo menos, 20 animais, provenientes de várias leitegadas.

### Diagnóstico
Para a realização do diagnóstico da Bordetella bronchiseptica pode-se utilizar os espécimes de swabs nasais, aspirado traqueal e exsudatos para a realização dos exames laboratoriais. Essa bactéria apresenta características coloniais visíveis no Ágar-sangue de ovino, no qual se observa hemólise, no Ágar Macconkey, exibindo colônias claras e cor rosa-claro e em meio seletivo contendo azul de bromotimol como indicador de pH, onde se manifesta em formas pequenas e com coloração azul. As placas devem ser incubadas aerobiamente a 37°C por 24 a 48 horas. 
No perfil de testes bioquímicos, evidencia-se que nas reações formadas pela B. bronchiseptica há a produção de oxidase, catalase e urease, além de serem positivas no teste de Motilidade e apresentarem atividade hemaglutinante de linhagens virulentas no teste de aglutinação em lâmina.

### ICD-9-CM
[CÓDIGO: 033.8 COQUELUCHE, DEVIDO A OUTRO ORGANISMO ESPECIFICADO]
[Bordetella bronchiseptica [B.BRONCHISEPTICA]
[Gatos] infectados com a B. bronchiseptica tem sido observados com traqueobronquite, conjuntivite e rinite (infecção do trato respiratório superior ou URI), linfadenopatia mandibular e pneumonia. Entretanto, a URI em gatos também pode ser causada pelo: vírus da herpes, vírus calici, espécie Mycoplasma ou Chlamydia psittaci. Existe uma vacina intranasal para gatos.